# Mogurnda
Mogurnda là một chi cá bống trong họ Cá bống đen.

## Các loài
Hiện hành, trong chi này ghi nhận có 27 loài sau:
- Mogurnda adspersa Castelnau, 1878
- Mogurnda aiwasoensis G. R. Allen & Renyaan, 1996
- Mogurnda arguni G. R. Allen & Hadiaty, 2014 [1]
- Mogurnda aurifodinae Whitley, 1938
- Mogurnda cingulata G. R. Allen & Hoese, 1991
- Mogurnda clivicola G. R. Allen & A. P. Jenkins, 1999
- Mogurnda furva G. R. Allen & Hoese, 1986: Nó là loài đặc hữu của Papua New Guinea. Môi trường sống tự nhiên của chúng là hồ nước ngọt.
- Mogurnda kaifayama G. R. Allen & A. P. Jenkins, 1999
- Mogurnda kaimana G. R. Allen & Hadiaty, 2014 [1]
- Mogurnda kutubuensis G. R. Allen & Hoese, 1986
- Mogurnda larapintae Zietz (fi), 1896
- Mogurnda lineata G. R. Allen & Hoese, 1991: Nó là loài đặc hữu của Papua New Guinea.
- Mogurnda maccuneae A. P. Jenkins, Buston & G. R. Allen, 2000
- Mogurnda magna G. R. Allen & Renyaan, 1996
- Mogurnda malsmithi G. R. Allen & Jebb, 1993
- Mogurnda mbuta G. R. Allen & A. P. Jenkins, 1999
- Mogurnda mogurnda J. Richardson, 1844
- Mogurnda mosa A. P. Jenkins, Buston & G. R. Allen, 2000
- Mogurnda oligolepis G. R. Allen & A. P. Jenkins, 1999
- Mogurnda orientalis G. R. Allen & Hoese, 1991: Nó là loài đặc hữu của Papua New Guinea.
- Mogurnda pardalis G. R. Allen & Renyaan, 1996
- Mogurnda pulchra Horsthemke & Staeck, 1990
- Mogurnda spilota G. R. Allen & Hoese, 1986: Nó là loài đặc hữu của Hồ Kutubu thuộc hệ thống sông Kikori, Papua New Guinea
- Mogurnda thermophila G. R. Allen & A. P. Jenkins, 1999
- Mogurnda variegata Nichols, 1951: Nó là loài đặc hữu của Hồ Kutubu thuộc hệ thống sông Kikori, Papua New Guinea
- Mogurnda vitta G. R. Allen & Hoese, 1986: Nó là loài đặc hữu của Papua New Guinea. Môi trường sống tự nhiên của chúng là hồ nước ngọt.
- Mogurnda wapoga G. R. Allen, A. P. Jenkins & Renyaan, 1999